# Amolops jaunsari
Amolops jaunsari е вид земноводно от семейство Водни жаби (Ranidae).

## Разпространение
Видът е разпространен в Индия.